# François Petit
François Petit (* 27. března 1975 Albertville) je bývalý francouzský reprezentant ve sportovním lezení, mistr světa, vítěz světového poháru, vicemistr Evropy, mistr Francie a juniorský mistr světa i Francie v lezení na obtížnost, na Rock Masteru byl druhý. Závodil také v boulderingu.
Začal lézt se svým otcem a bratrem v roce 1987, další rok již byl juniorským mistrem Francie. Na světových závodech současně lezl také jeho starší bratr Arnaud Petit, vicemistr světa, mistr Evropy i Francie a vítěz světového poháru.
Jeho přítel, spolulezec, spolužák z technické školy v Lyonu a spolubydlící byl nadaný lezec a juniorský mistr světa Fabien Mazuer (1976-1995), který se zabil při autonehodě v novém autě.

## Výkony a ocenění
Patří k sedmnácti francouzským lezcům mezi hvězdami světového lezení, o kterých napsal Heinz Zak ve své knize Rock Stars z roku 1995.
- 1991-1998: během osmi let získal osm medailí na mistrovství Francie (3/2/3)
- 1992-2002: devět nominací na prestižní mezinárodní závody závody Rock Master v italském Arcu, kde získal stříbro

### Závodní výsledky
| Arco Rock Master | Arco Rock Master | Arco Rock Master | Arco Rock Master | Arco Rock Master | Arco Rock Master | Arco Rock Master | Arco Rock Master | Arco Rock Master | Arco Rock Master |
| Rok              | 1992             | 1993             | 1994             | 1995             | 1996             | 1997             | 1999             | 2001             | 2002             |
| ---------------- | ---------------- | ---------------- | ---------------- | ---------------- | ---------------- | ---------------- | ---------------- | ---------------- | ---------------- |
| Obtížnost        | 16               | 5                | 4                | 5                | 2                | 7                | 4                | 9                | 4                |
| Bouldering       | —                | —                | —                | —                | —                | —                | 16               | —                | —                |

| Mistrovství světa | Mistrovství světa | Mistrovství světa | Mistrovství světa | Mistrovství světa | Mistrovství světa |
| Rok               | 1993              | 1997              | 1999              | 2001              | 2003              |
| ----------------- | ----------------- | ----------------- | ----------------- | ----------------- | ----------------- |
| Obtížnost         | 4                 | 1                 | 14-15             | 3                 | 14                |

| Světový pohár       | Světový pohár | Světový pohár     | Světový pohár | Světový pohár | Světový pohár | Světový pohár | Světový pohár     | Světový pohár | Světový pohár   | Světový pohár | Světový pohár    | Světový pohár     | Světový pohár           | Světový pohár              |
| Rok                 | 1991          | 1992              | 1993          | 1994          | 1995          | 1996          | 1997              | 1998          | 1999            | 2000          | 2001             | 2002              | 2003                    | 2004                       |
| ------------------- | ------------- | ----------------- | ------------- | ------------- | ------------- | ------------- | ----------------- | ------------- | --------------- | ------------- | ---------------- | ----------------- | ----------------------- | -------------------------- |
| Obtížnost           | 25            | 7                 | 1             | 5             | 1             | 2             | 3                 | 6             | 1               | —             | 13               | 5                 | 33                      | 39                         |
| jednotlivě* (4/5/7) | 8,-,-, -,14,- | ,8,-,4, · 18-18,9 | , · ,10,5     | ,9-12, · 8,4  | 5,, · ,       | , ·           | 12-16,9-10, · ,5, | 9, 15-17,4    | 4,, · 5,4       | —             | 29-30,10, 5,9,19 | 4,15,4,, · 13,5,8 | -,-,-,-,-,-,-, 14,20,10 | -,-,-,-,-,-,-, 30-31,14-16 |
| Bouldering          | —             | —                 | —             | —             | —             | —             | —                 | —             | 5-6             | 23            | —                | —                 | —                       | —                          |
| jednotlivě          | —             | —                 | —             | —             | —             | —             | —                 | —             | 4,14,24, · 7,5, | -,-,-, -,30,4 | —                | —                 | —                       | —                          |
| Kombinace           | —             | —                 | —             | —             | —             | —             | —                 | —             | 1               | —             | —                | —                 | —                       | —                          |

- poznámka: nalevo jsou poslední závody v roce

| Mistrovství Evropy | Mistrovství Evropy | Mistrovství Evropy | Mistrovství Evropy | Mistrovství Evropy |
| Rok                | 1992               | 1996               | 1998               | 2002               |
| ------------------ | ------------------ | ------------------ | ------------------ | ------------------ |
| Obtížnost          | 2                  | 2                  | 4                  | 5                  |

| Mistrovství Francie | Mistrovství Francie | Mistrovství Francie | Mistrovství Francie | Mistrovství Francie | Mistrovství Francie | Mistrovství Francie | Mistrovství Francie | Mistrovství Francie |
| Rok                 | 1991                | 1992                | 1993                | 1994                | 1995                | 1996                | 1997                | 1998                |
| ------------------- | ------------------- | ------------------- | ------------------- | ------------------- | ------------------- | ------------------- | ------------------- | ------------------- |
| Obtížnost (3/2/3)   | 1                   | 2                   | 3                   | 3                   | 3                   | 1                   | 1                   | 2                   |

| Mistrovství světa juniorů | Mistrovství světa juniorů | Mistrovství světa juniorů |
| Rok                       | 1992 kat. A               | 1994 junioři              |
| ------------------------- | ------------------------- | ------------------------- |
| Obtížnost                 | 1                         | 1-2                       |

| Mistrovství Francie juniorů | Mistrovství Francie juniorů | Mistrovství Francie juniorů | Mistrovství Francie juniorů |
| Rok                         | 1988                        | 1989                        | 1990                        |
| --------------------------- | --------------------------- | --------------------------- | --------------------------- |
| Obtížnost                   | 1                           | 1                           | 1                           |

### Skalní lezení
- 1992: Quart de siécle, 8a, OS, Russan
- 1995: Le Bronx, 8c+, Orgon, Francie, první přelez (32 kroků, o cestu se marně pokoušeli přední lezci, přelezl ji po třech dnech, a to hned čtyřikrát v jednom dni)
- 1995: Superplafond, 8c+, Volx, Francie, opakování